# Eingliederungstitel
Durch den Eingliederungstitel erhalten die Agenturen für Arbeit Mittel der aktiven Arbeitsmarktpolitik zur eigenständigen Bewirtschaftung zugewiesen. Im Eingliederungstitel sind folgende Mittel enthalten:
- berufliche Weiterbildung
- früher auch für Arbeitsbeschaffungsmaßnahmen
- vermittlungsunterstützende Leistungen
- Förderung der Teilnahme an Transfermaßnahmen
- Eingliederungszuschüsse
- Leistungen an Arbeitgeber und Träger zur Förderung der Berufsausbildung mit Ausnahme der Leistungen für schwerbehinderte Auszubildende und des Ausbildungsbonus
- Leistungen zur Förderung benachteiligter Auszubildender
- allgemeine Leistungen zur beruflichen Eingliederung behinderter Menschen

Der Eingliederungstitel wurde in diesem Sinne mit der Einführung des Sozialgesetzbuches Drittes Buch 1998 erweitert. Ziel ist es, durch Dezentralisierung Mittel der aktiven Arbeitsmarktpolitik besser an unterschiedliche regionale Problemlagen anzupassen.